# محمود كعت
محمود كعت (بالفرنسية: Mahmud Kati)‏ مؤرخ ولد في عام 1548م في منطقة غورما غرب غاوو وراء النهر(نهر النيجر)، وقد عاصر هذا المؤرخ أسكيا الحاج محمد الكبير في بدء شبابه، ثم انتقل إلى تنبكتو لطلب العلم، توفي سنة 1593 م وهو صاحب كتاب تاريخ الفتاش